# Tętnica udowa

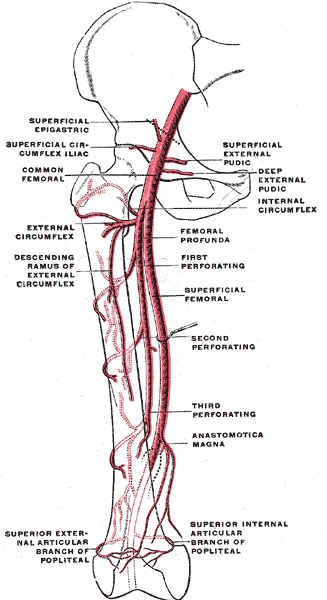
Tętnica udowa i jej gałęzie

Tętnica udowa (łac. arteria femoralis) – w anatomii człowieka tętnica będąca przedłużeniem tętnicy biodrowej zewnętrznej, unaczyniająca całą kończynę dolną i dolną część przedniej ściany brzucha.

## Przebieg i topografia
W ogólnym zarysie przebiegu tętnicy udowej wyróżnia się linię biegnącą od środka więzadła pachwinowego do tylnej powierzchni nadkłykcia przyśrodkowego, wzdłuż której przebiega tętnica udowa. W przebiegu tętnicy udowej na podstawie satelitarnego charakteru przebiegu mięśnia krawieckiego wokół tętnicy udowej wyróżnia się jej trzy odcinki: 
Początkowy odcinek tętnicy leży na przedniej stronie uda na blaszce tylnej powięzi szerokiej uda wyściełającej dno biodrowo-łonowe w obrębie trójkąta udowego, a pokryty blaszką powierzchowną powięzi szerokiej uda, sąsiaduje bocznie z nerwem udowym i przyśrodkowo z żyłą udową. W tym miejscu ze względu na powierzchowne położenie daje się na niej łatwo wyczuć tętno, a przez dociśnięcie palcem do wyniosłości biodrowo-łonowej (łac. eminentia iliopectinea) można łatwo zamknąć jej światło. W obrębie szczytu trójkąta udowego tętnica udowa biegnie w początkowym odcinku rowka utworzonego bocznie przez mięsień obszerny przyśrodkowy i przyśrodkowo przez mięsień przywodziciel długi. Mięsień krawiecki zbiega skośnie od bocznego przyczepu więzadła pachwinowego, gdzie również znajduje swój przyczep początkowy - kolec biodrowy przedni górny i zbiega skośnie ku dołowi i ku stronie przyśrodkowej aż do bocznego obwodu tętnicy udowej, gdzie arbitralnie przyjęto koniec pierwszego odcinka tej tętnicy. 
Początek przebiegu środkowego odcinka tętnicy udowej jest jednocześnie początkiem kanału przywodzicieli. Tutaj tętnica kieruje się na przyśrodkową stronę uda i leży w rowku utworzonym przez mięśnie przywodzące uda od strony przyśrodkowej, a od strony bocznej przez mięśniem obszernym przyśrodkowym. Biegnie w powrózku naczyniowym z żyłą udową, która (podobnie jak w rozstępie naczyń, a potem w dole podkolanowym) zachowuje swe przyśrodkowe położenie od tętnicy, ale biegnie coraz bardziej ku tyłowi. We wspomnianym powrózku przebiegają też naczynia chłonne. Bocznie i do przodu, poza powrózkiem naczyniowym i w obrębie początkowego odcinka kanału przywodzicieli, przebiega nerw udowo-goleniowy, który początkowo biegnie bocznie i do przodu od tętnicy udowej, a następnie przebija przednią ścianę kanału przywodzicieli wraz z odgałęzieniem tętnicy udowej – tętnicą zstępującą kolana. W odcinku środkowym mięsień krawiecki biegnie do przodu od tętnicy udowej, objęty blaszką powierzchowną i głęboką powięzi szerokiej uda. Do tyłu od blaszki głębokiej położona jest blaszka międzymięśniowa (łac. lamina vastoadductoria) o charakterze rozcięgna rozpiętego pomiędzy mięśniem obszernym przyśrodkowym a mięśniami przywodzicielami długim i wielkim, która stanowi przedni przednią ścianę kanału przywodzicieli.
Końcowy odcinek tętnicy udowej rozpoczyna się w miejscu, gdzie mięsień krawiecki swoją boczną krawędzią krzyżuje przyśrodkowy obwód tętnicy udowej, a następnie przechodzi na przyśrodkową stronę uda, kończąc się gęsią stopką (łac. pes anserinus). Końcowy odcinek tętnicy przechodzi na tylną stronę uda i dostaje się do dołu podkolanowego przez rozwór ścięgnisty przywodzicieli (łac. hiatus tendineus adductorius) jako tętnica podkolanowa.

## Gałęzie boczne
W początkowym odcinku od tętnicy udowej odchodzą:
- Gałęzie do ściany brzucha i narządów płciowych zewnętrznych.
- Tętnica głęboka uda odchodzi do tylnej powierzchni tętnicy udowej, podąża ku dołowi i ku tyłowi, leżąc pomiędzy mięśniami obszernymi przyśrodkowymi a przywodzicielami. Odchodzą od niej tętnice okalające udo:
  - tętnica okalająca udo przyśrodkowa okrąża kość udową od strony przyśrodkowej, poniżej przyczepu mięśnia biodrowo-lędźwiowego i oddaje odgałęzienia do okolicznych mięśni oraz panewki stawu biodrowego;
  - tętnica okalająca udo boczna przechodzi pod mięśniem krawieckim w bok i dzieli się na dwie gałęzie: wstępującą i zstępującą. Gałąź wstępująca między mięśniami prostym uda a obszernym pośrednim biegnie ku górze i w kierunku bocznym, gdzie tworzy liczne zespolenia z tętnicą okalającą udo przyśrodkową, oddając gałęzie do mięśnia naprężacza powięzi szerokiej i mięśnia pośladkowego wielkiego; gałąź zstępująca rozgałęzia się w mięśniach prostujących udo. W dalszym ciągu tętnica głęboka uda oddaje trzy tętnice przeszywające, które przechodzą w tylna powierzchnię uda i unaczyniają mięśnie zginające goleń. Dwie główne tętnice uda tj. tętnica udowa i tętnica głęboka uda, połączone są ze sobą licznymi zespoleniami, dzięki czemu istnieją tu dobre warunki do powstania krążenia obocznego.

W środkowym odcinku od tętnicy udowej odchodzi:
- Tętnica zstępująca kolana, zwana też tętnicą najwyższą kolana, która przebija przednią ścianę kanału przywodzicieli (blaszkę międzymięśniową) i dzieli się po przebiegu ok. 1 cm pod mięśniem krawieckim na trzy gałęzie:
  - Gałąź stawowa powierzchowna biegnie wzdłuż ścięgna przywodziciela do przodu i w dół, gdzie dochodząc do sieci stawowej kolana scala się z tętnicą górną przyśrodkową kolana.
  - Gałąź stawowa głęboka biegnie w głowie przyśrodkowej mięśnia czworogłowego i również współtworzy sieć stawową kolana.
  - Gałąź udowo-goleniowa - bardzo zmienna - kieruje się na stronę przyśrodkową kolana, gdzie leży między mięśniem smukłym a krawieckim, zaopatrując je i biegnąc dalej przebija powięź szeroką. Następnie rozgałęzia się w tkance podskórnej w górno-przyśrodkowej części goleni. Tutaj tworzy też zespolenie z najniżej położoną tętnicą sieci stawowej kolana - tętnicą dolną przyśrodkową kolana. W szczególnej odmianie również może oddawać gałąź podrzepkową, zaopatrując wspólne ścięgno mięśnia czworogłowego uda i rzepkę.